# Andreas Kaling

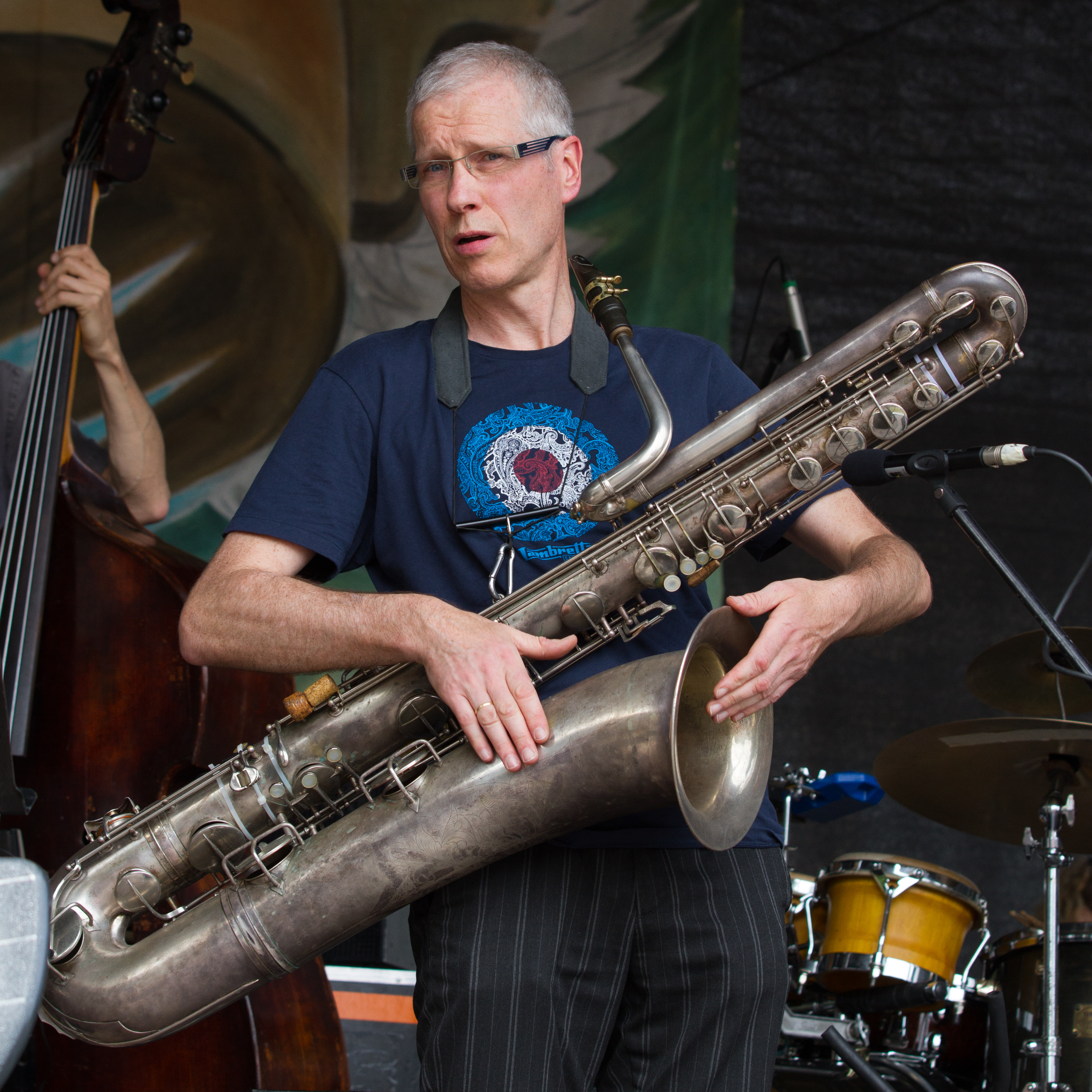
Andreas Kaling beim TFF Rudolstadt 2014

Andreas Kaling (* 17. August 1960 in Münster) ist ein deutscher Jazz- und Improvisationsmusiker (Basssaxophon, auch Tenor- und Sopransaxophon).

## Leben und Wirken
Kaling spielte zunächst in Rockbands in Münster, bevor er sich mit improvisierter Musik beschäftigte. Nach Sopran, Alt- und Tenor- spielt er seit 2000 auch Basssaxophon, das sich dann allmählich zu seinem Hauptinstrument entwickelt hat. Von 1986 bis 1994 war er Mitglied des No-Wave-Trios Alte Leidenschaften (mit Karl Godejohann und Uwe Niepel), das auch mit Ray Anderson aufnahm und auf großen europäischen Jazzfestivals wie dem Jazzfest Berlin, den Leverkusener Jazztagen, dem Copenhagen Jazz Festival, Jazzfestival Mulhouse und Jazzfestival Vilshofen konzertierte.
Zwischen 1997 und 2008 arbeitete Kaling im Duo Synthesis mit dem Perkussionisten Klaus Latza und von 1998 bis 2003 im Saxophon-Quartett Sax Caro. Seit 1995 spielt er mit dem Saxophonisten Andreas Gummersbach im Bläser-Duo leptophonics,  mit dem vier Alben entstanden. Ab 2007 arbeitete er im Projekt Inventar der Nacht (mit Erhard Hirt, Rainer Bärensprung und dem Tänzer Dirk Kazmierczak). 2008 gründete er das Basssaxophon-Quartett Deep Schrott, zusammen mit Dirk Raulf, Wollie Kaiser und Jan Klare. Seit 2011 tritt er auch als Solist mit dem Basssaxophon auf. Er leitet das Quartett Das Erbe mit Etienne Nillesen, Matthias Muche und Katie LaVoix.
Im Trio mit Karl Godejohann und dem Gitarristen Reinhold Westerheide entstand das Album ’A.R.K. – Music by Endangered Species beim Label JazzHausMusik (2021). Tom Lord zufolge war er im Bereich des Jazz zwischen 1988 und 2020 nur an 3 Aufnahmesessions beteiligt.
Andreas Kaling lebt und arbeitet seit 1981 in Bielefeld.

## Diskographische Hinweise

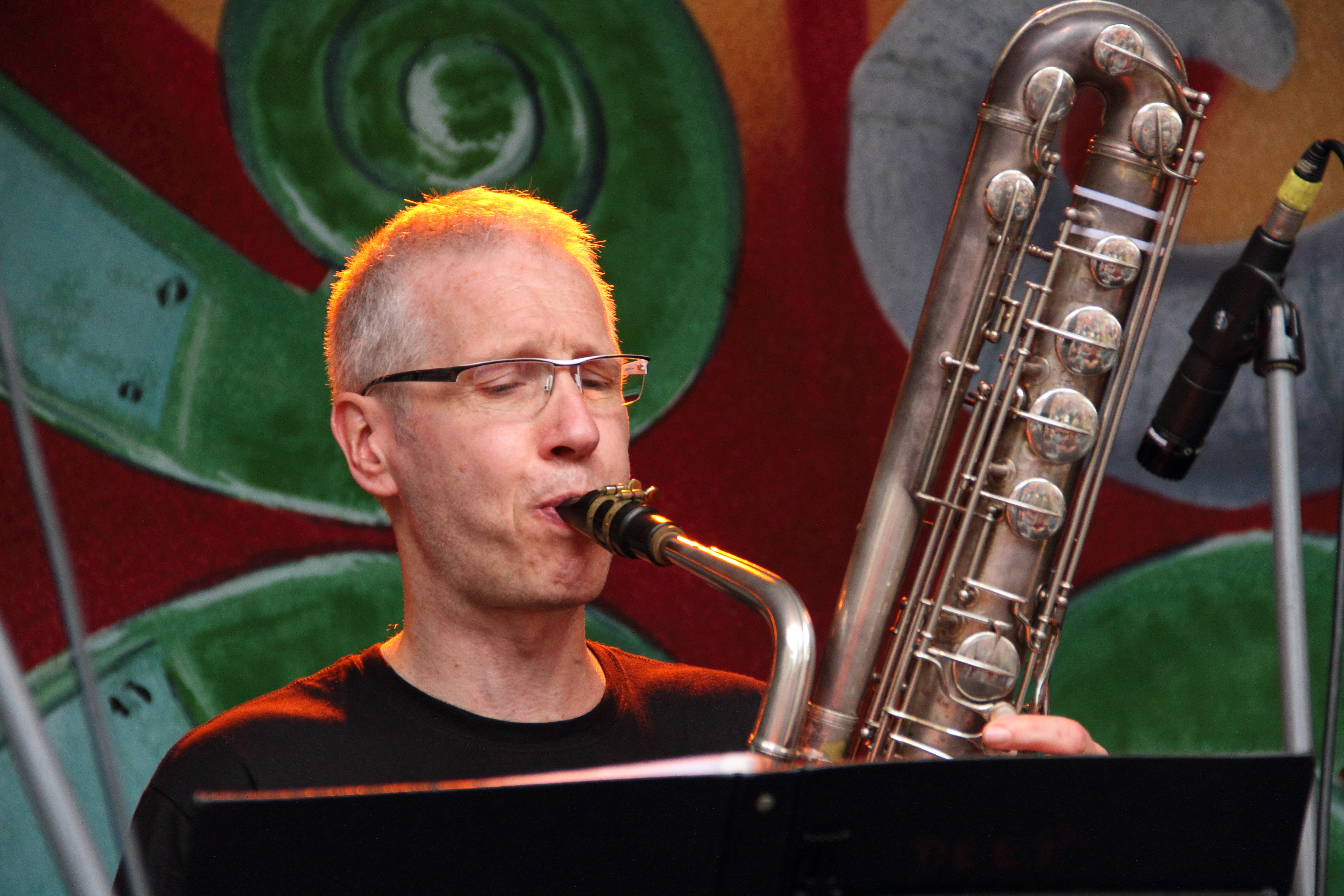
Andreas Kaling mit dem Basssaxophonquartett Deep Schrott auf dem TFF Rudolstadt 2014

### Bandprojekte
Alte Leidenschaft
- Alte Leidenschaft Special Guest Ray Anderson (1988)
- Sketches of Pain (1991)
- Skunk Fu (1994)

leptophonics
- Sight-Hearing-Tour (2000)
- Dances and Other Movements (2005)
- Spiritual Unity (2011)
- Deutsche Hits - mundgeblasen (2014)

Deep Schrott
- One (2010)
- Deep Schrott Plays Dylan & Eisler (2011)
- The Dark Side of Deep Schrott Vol. 1 (2013)
- The Dark Side of Deep Schrott Vol. 3: Drones ε Spirals (2019)

### Soloalben
- As If There Was a Tomorrow (JazzHausMusik, 2012)
- Tomorrow Is the Question (JazzHausMusik, 2014)